# Tule Lake Unit

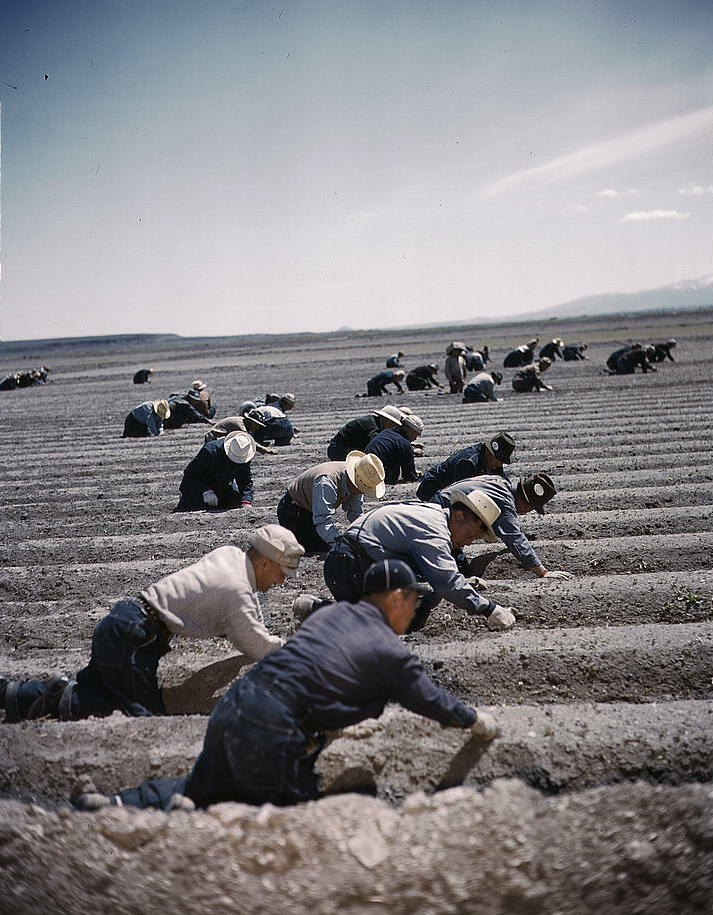
Gevangenen verbouwen selderij op de boerderij van het interneringskamp.

Tule Lake Unit is een van de onderdelen van het World War II Valor in the Pacific National Monument, dat in totaal negen historische sites in Alaska, Californië en Hawaï omvat. Het bevindt zich in Modoc County, in het uiterste noorden van Californië, op minder dan 15 kilometer van de grens met Oregon. Het omvat een voormalig interneringskamp voor Japanse Amerikanen uit de Tweede Wereldoorlog.

## Geschiedenis
In 1942, na de aanval op Pearl Harbor, liet president Franklin Delano Roosevelt Japans-Amerikaanse en Japanse inwoners van de staten langs de Amerikaanse westkust in kampen interneren. Eén zo'n kamp was het Tule Lake War Relocation Center, waar vanaf 27 mei 1942 zo'n 11.800 Japanse Amerikanen verbleven, voornamelijk uit Sacramento County (Californië), King County (Washington) en Hood River County (Oregon).
In 1943 veranderde de functie van Tule Lake echter: het werd een interneringskamp voor Japans-Amerikaanse gevangenen uit de andere kampen wier 'trouw' aan de Verenigde Staten twijfelachtig werd bevonden of die een gevaar vormden voor de veiligheid in de kampen. Het Tule Lake Segregation Center, zoals het van 1943 tot 1946 heette, werd berucht als het grootste en meest repressieve interneringskamp. In 1944 bedroeg de bevolking 18.700 mensen. Terwijl de negen andere interneringskampen in 1945 sloten, bleef Tule Lake operatief tot maart 1946.
Camp Tulelake, een voormalig Civilian Conservation Corps-kamp, huisvestte van 1944 tot 1946 Duitse krijgsgevangenen.
Sedert 1974 zijn er verschillende pelgrimages naar Tule Lake georganiseerd, met name om een officiële verontschuldiging van de Amerikaanse overheid te bekomen. Pas in 1988, met de Civil Liberties Act, zorgde het Congres voor herstelbetalingen aan de slachtoffers van de interneringskampen. In 1972 werd de plaats erkend als California Historical Landmark (nr. 850-2) en in 2006 erkende de federale overheid het als National Historic Landmark. In december 2008 wees president George W. Bush het kamp samen met acht andere plaatsen in Hawaï en Alaska aan als onderdeel van het nieuwe World War II Valor in the Pacific National Monument. De site kan bezocht worden; er is een bezoekerscentrum.